# Coppa del Brasile 2019 (calcio)
La Copa do Brasil 2019 (ufficialmente la Copa Continental Pneus do Brasil 2019 per motivi di sponsorizzazione, in italiano Coppa del Brasile 2019) è stata la 31ª edizione della competizione calcistica Copa do Brasil. Si è tenuta tra il 5 febbraio e il 18 settembre 2019 ed è stata disputata da un totale di 91 squadre.
L'Athletico Paranaense ha sconfitto l'Internacional per 3-1 complessivamente nelle finali vincendo il suo primo titolo. Come campione, l'Athletico Paranaense si è qualificato per la fase a gironi della Coppa Libertadores 2020, la Supercoppa del Brasile 2020 e gli ottavi di finale della Coppa del Brasile 2020.
Il Cruzeiro era il campione in carica, ma ha perso in semifinale 0-4 complessivamente contro l'Internacional.
Paolo Guerrero (Internacional) e Fábio (Cruzeiro) hanno vinto rispettivamente il premio come miglior giocatore e miglior portiere.

## Formula
Nei primi due turni sono previste partite di sola andata. Nel primo turno, dove la partita si disputa in casa della squadra con la peggior posizione nel Ranking CBF, in caso di pareggio nei tempi regolamentari si qualifica al turno seguente la squadra ospite (quella con la miglior posizione nel Ranking CBF); nel secondo turno, invece, in caso di pareggio sono previsti i tiri di rigore.
Dal terzo turno in poi si disputano partite a eliminazione diretta con gare di andata e ritorno. In caso di situazione di pareggio complessivo dopo i tempi regolamentari nelle due partite, non si disputano tempi supplementari e sono previsti direttamente i tiri di rigore. In questa stagione non viene utilizzata la regola dei gol fuori casa.

## Partecipanti
11 squadre ammesse di diritto a partire dagli ottavi di finale (8 per essersi qualificate alla Coppa Libertadores 2019, la vincitrice della Copa do Nordeste 2018, la vincitrice della Copa Verde 2018 e la vincitrice della Série B 2018), 70 squadre ammesse tramite piazzamenti nelle competizioni statali, 10 tramite Ranking CBF.

### Qualificati agli ottavi di finale
Squadre ammesse direttamente agli ottavi di finale:
| Squadra          | Città          | Stato             | Motivo qualificazione                            |
| ---------------- | -------------- | ----------------- | ------------------------------------------------ |
| Cruzeiro         | Belo Horizonte | Minas Gerais      | Vincitore della Coppa del Brasile 2018           |
| Athl. Paranaense | Curitiba       | Paraná            | Vincitore della Coppa Sudamericana 2018          |
| Sampaio Corrêa   | São Luís       | Maranhão          | Vincitore della Copa do Nordeste 2018            |
| Paysandu         | Belém          | Pará              | Vincitore della Copa Verde 2018                  |
| Fortaleza        | Fortaleza      | Ceará             | Vincitore del Campeonato Brasileiro Série B 2018 |
| Palmeiras        | San Paolo      | San Paolo         | Vincitore del Campeonato Brasileiro Série A 2018 |
| Flamengo         | Rio de Janeiro | Rio de Janeiro    | 2° nel Campeonato Brasileiro Série A 2018        |
| Internacional    | Porto Alegre   | Rio Grande do Sul | 3° nel Campeonato Brasileiro Série A 2018        |
| Grêmio           | Porto Alegre   | Rio Grande do Sul | 4° nel Campeonato Brasileiro Série A 2018        |
| San Paolo        | San Paolo      | San Paolo         | 5° nel Campeonato Brasileiro Série A 2018        |
| Atlético Mineiro | Belo Horizonte | Minas Gerais      | 6° nel Campeonato Brasileiro Série A 2018        |

### Competizioni statali
Squadre ammesse per il miglior piazzamento nei campionati o nelle coppe statali:
| Stato               | Squadra (Città)                     | Motivo qualificazione                              |
| ------------------- | ----------------------------------- | -------------------------------------------------- |
| Acre                | Rio Branco-AC (Rio Branco)          | Vincitore del Campionato Acriano 2018              |
| Acre                | Galvez (Rio Branco)                 | 2° nel Campionato Acriano 2018                     |
| Alagoas             | CSA (Maceió)                        | Vincitore del Campionato Alagoano 2018             |
| Alagoas             | CRB (Maceió)                        | 2° nel Campionato Alagoano 2018                    |
| Alagoas             | ASA (Arapiraca)                     | 3° nel Campionato Alagoano 2018                    |
| Amapá               | Ypiranga-AP (Macapá)                | Vincitore del Campionato Amapaense 2018            |
| Amazonas            | Manaus (Manaus)                     | Vincitore del Campionato Amazonense 2018           |
| Amazonas            | Fast Clube (Manaus)                 | 2° nel Campionato Amazonense 2018                  |
| Bahia               | Bahia (Salvador)                    | Vincitore del Campionato Baiano 2018               |
| Bahia               | Vitória (Salvador)                  | 2° nel Campionato Baiano 2018                      |
| Bahia               | Juazeirense (Juazeiro)              | 3° nel Campionato Baiano 2018                      |
| Ceará               | Ceará (Fortaleza)                   | Vincitore del Campionato Cearense 2018             |
| Ceará               | Atlético Cearense (Fortaleza)       | 2° nel Campionato Cearense 2018                    |
| Ceará               | Ferroviário-CE (Fortaleza)          | Vincitore della Copa Fares Lopes 2018              |
| Distretto Federale  | Sobradinho (Sobradinho)             | Vincitore del Campionato Brasiliense 2018          |
| Distretto Federale  | Brasiliense (Taguatinga)            | 2° nel Campionato Brasiliense 2018                 |
| Espírito Santo      | Serra (Serra)                       | Vincitore del Campionato Capixaba 2018             |
| Goiás               | Goiás (Goiânia)                     | Vincitore del Campionato Goiano 2018               |
| Goiás               | Aparecidense (Aparecida de Goiânia) | 2° nel Campionato Goiano 2018                      |
| Goiás               | Vila Nova (Goiânia)                 | 3° nel Campionato Goiano 2018                      |
| Maranhão            | Moto Club (São Luís)                | Vincitore del Campionato Maranhense 2018           |
| Maranhão            | Imperatriz (Imperatriz)             | 2° nel Campionato Maranhense 2018                  |
| Mato Grosso         | Cuiabá (Cuiabá)                     | Vincitore del Campionato Mato-Grossense 2018       |
| Mato Grosso         | Sinop (Sinop)                       | 2° nel Campionato Mato-Grossense 2018              |
| Mato Grosso         | Mixto (Cuiabá)                      | Finalista della Copa FMF                           |
| Mato Grosso do Sul  | Operário-MS (Campo Grande)          | Vincitore del Campionato Sul-Mato-Grossense 2018   |
| Mato Grosso do Sul  | Corumbaense (Corumbá)               | 2° nel Campionato Sul-Mato-Grossense 2018          |
| Minas Gerais        | América-MG (Belo Horizonte)         | 3° nel Campionato Mineiro 2018                     |
| Minas Gerais        | Tupi (Juiz de Fora)                 | 4° nel Campionato Mineiro 2018                     |
| Minas Gerais        | Tombense (Tombos)                   | 5° nel Campionato Mineiro 2018                     |
| Minas Gerais        | URT (Patos de Minas)                | 6° nel Campionato Mineiro 2018                     |
| Pará                | Remo (Belém)                        | Vincitore del Campionato Paraense 2018             |
| Pará                | Bragantino-PA (Bragança)            | 3° nel Campionato Paraense 2018                    |
| Pará                | São Raimundo-PA (Santarém)          | 4° nel Campionato Paraense 2018                    |
| Paraíba             | Botafogo-PB (João Pessoa)           | Vincitore del Campionato Paraibano 2018            |
| Paraíba             | Campinense (Campina Grande)         | 2° nel Campionato Paraibano 2018                   |
| Paraná              | Coritiba (Curitiba)                 | 2° nel Campionato Paranaense 2018                  |
| Paraná              | Foz do Iguaçu (Foz do Iguaçu)       | 3° nel Campionato Paranaense 2018                  |
| Paraná              | Paraná (Curitiba)                   | 4° nel Campionato Paranaense 2018                  |
| Pernambuco          | Náutico (Recife)                    | Vincitore del Campionato Pernambucano 2018         |
| Pernambuco          | Central-PE (Caruaru)                | 2° nel Campionato Pernambucano 2018                |
| Pernambuco          | Sport Recife (Recife)               | 3° nel Campionato Pernambucano 2018                |
| Piauí               | Altos (Altos)                       | Vincitore del Campionato Piauiense 2018            |
| Piauí               | River (Teresina)                    | 2° nel Campionato Piauiense 2018                   |
| Rio de Janeiro      | Botafogo (Rio de Janeiro)           | Vincitore del Campionato Carioca 2018              |
| Rio de Janeiro      | Vasco da Gama (Rio de Janeiro)      | 2° nel Campionato Carioca 2018                     |
| Rio de Janeiro      | Fluminense (Rio de Janeiro)         | 4° nel Campionato Carioca 2018                     |
| Rio de Janeiro      | Boavista-RJ (Saquarema)             | 5° nel Campionato Carioca 2018                     |
| Rio de Janeiro      | Americano (Campos dos Goytacazes)   | Vincitore della Copa Rio 2018                      |
| Rio Grande do Norte | ABC (Natal)                         | Vincitore del Campionato Potiguar 2018             |
| Rio Grande do Norte | América-RN (Natal)                  | 2° nel Campionato Potiguar 2018                    |
| Rio Grande do Norte | Santa Cruz de Natal (Natal)         | 3° nel Campionato Potiguar 2018                    |
| Rio Grande do Sul   | Brasil de Pelotas (Pelotas)         | 2° nel Campionato Gaúcho 2018                      |
| Rio Grande do Sul   | São José-RS (Porto Alegre)          | 3° nel Campionato Gaúcho 2018                      |
| Rio Grande do Sul   | Aimoré (São Leopoldo)               | 4° nel Campionato Gaúcho 2018                      |
| Rio Grande do Sul   | Ypiranga-RS (Erechim)               | 3° nella Copa FGF 2018                             |
| Rondônia            | Real Ariquemes (Ariquemes)          | Vincitore del Campionato Rondoniense 2018          |
| Roraima             | São Raimundo-RR (Boa Vista)         | Vincitore del Campionato Roraimense 2018           |
| San Paolo           | Corinthians (San Paolo)             | Vincitore del Campionato Paulista 2018             |
| San Paolo           | Santos (Santos)                     | 4° nel Campionato Paulista 2018                    |
| San Paolo           | Ponte Preta (San Paolo)             | Vincitore del Campionato Paulista do Interior 2018 |
| San Paolo           | Guarani (Campinas)                  | Vincitore del Campionato Paulista Série A2 2018    |
| San Paolo           | Votuporanguense (Votuporanga)       | Vincitore della Copa Paulista 2018                 |
| Santa Catarina      | Figueirense (Florianópolis)         | Vincitore del Campionato Catarinense 2018          |
| Santa Catarina      | Chapecoense (Chapecó)               | 2° nel Campionato Catarinense 2018                 |
| Santa Catarina      | Atlético Tubarão (Tubarão)          | 3° nel Campionato Catarinense 2018                 |
| Santa Catarina      | Brusque (Brusque)                   | Vincitore della Copa Santa Catarina 2018           |
| Sergipe             | Sergipe (Aracaju)                   | Vincitore del Campionato Sergipano 2018            |
| Sergipe             | Itabaiana (Itabaiana)               | 2° nel Campionato Sergipano 2018                   |
| Tocantins           | Palmas (Palmas)                     | Vincitore del Campionato Tocantinense 2018         |

### Ranking
Squadre ammesse per il miglior piazzamento nel Ranking CBF 2018:
| Pos | Squadra         | Città              | Stato             |
| --- | --------------- | ------------------ | ----------------- |
| 21  | Avaí            | Florianópolis      | Santa Catarina    |
| 25  | Atl. Goianiense | Goiânia            | Goiás             |
| 28  | Santa Cruz      | Recife             | Pernambuco        |
| 29  | Criciúma        | Criciúma           | Santa Catarina    |
| 30  | Luverdense      | Lucas do Rio Verde | Mato Grosso       |
| 31  | Juventude       | Caxias do Sul      | Rio Grande do Sul |
| 35  | Londrina        | Londrina           | Paraná            |
| 37  | Oeste           | Barueri            | San Paolo         |
| 39  | Joinville       | Joinville          | Santa Catarina    |
| 40  | Boa Esporte     | Varginha           | Minas Gerais      |

## Risultati

### Primo turno

#### Sorteggio
Gli accoppiamenti sono stati determinati tramite sorteggio il 13 dicembre 2018. Le squadre sono state divise in otto urne (da A a H) in base alla posizione occupata nel Ranking CBF (a parità di posizione nel Ranking Nacional de Clubes viene considerata la miglior posizione delle federazione statale di appartenenza nel Ranking Nacional de Federações). Sono poi state abbinate tramite sorteggio accoppiando una squadra dell'urna A con una dell'urna E, una della B con una della F, una della C con una della G e una della D con una della H.
Tra parentesi è indicata la posizione nel Ranking CBF.
| Urna A | Urna B | Urna C | Urna D |
| --- | --- | --- | --- |
| Santos (4) Corinthians (5) Chapecoense (10) Botafogo (11) Fluminense (13) Vasco da Gama (14) Bahia (15) Sport Recife (16) Vitória (17) Ponte Preta (18)       | América-MG (19) Coritiba (20) Avaí (21) Figueirense (22) Ceará (23) Goiás (24) Atl. Goianiense (25) Paraná (26) Santa Cruz (28) Criciúma (29)                | Luverdense (30) Juventude (31) CRB (32) Vila Nova (34) Londrina (35) Náutico (36) Oeste (37) Joinville (39) Boa Esporte (40) Brasil de Pelotas (41)                                | ABC (43) Guarani (44) CSA (45) Botafogo-PB (46) Cuiabá (47) Tupi (48) América-RN (49) ASA (52) Remo (54) Ypiranga-RS (55)                                                                                   |
| Urna E | Urna F | Urna G | Urna H |
| Tombense (56) Moto Club (65) Rio Branco-AC (66) Juazeirense (67) Campinense (69) Aparecidense (71) River (72) Ferroviário-CE (73) Altos (76) São José-RS (79) | URT (81) Brusque (86) Itabaiana (87) Central-PE (88) Sinop (89) Boavista-RJ (91) São Raimundo-PA (93) Sergipe (94) São Raimundo-RR (96) Real Ariquemes (107) | Imperatriz (111) Brasiliense (118) Atlético Tubarão (127) Manaus (133) Corumbaense (140) Foz do Iguaçu (152) Palmas (158) Fast Clube (159) Americano (160) Atlético Cearense (175) | Galvez (189) Mixto (218) Ypiranga-AP (no rank) Sobradinho (no rank) Serra (no rank) Operário-MS (no rank) Bragantino-PA (no rank) Santa Cruz de Natal (no rank) Avenida (no rank) Votuporanguense (no rank) |

#### Partite
5, 6, 7, 12, 13, 14 febbraio e 3 aprile 2019.
| Squadra 1           | Risultato | Squadra 2         |
| ------------------- | --------- | ----------------- |
| Ferroviário-CE      | 2-2       | Corinthians       |
| Avenida             | 1-0       | Guarani           |
| Central-PE          | 1-1       | Ceará             |
| Foz do Iguaçu       | 1-0       | Boa Esporte       |
| Aparecidense        | 2-0       | Ponte Preta       |
| Bragantino-PA       | 1-0       | ASA               |
| URT                 | 3-2       | Coritiba          |
| Manaus              | 1-1       | Vila Nova         |
| Campinense          | 0-2       | Botafogo          |
| Ypiranga-AP         | 0-1       | Cuiabá            |
| São Raimundo-RR     | 0-0       | América-MG        |
| Palmas              | 0-1       | Juventude         |
| Moto Club           | 2-0       | Vitória           |
| Galvez              | 0-1       | ABC               |
| Sinop               | 1-2       | Santa Cruz        |
| Imperatriz          | 1-1       | Náutico           |
| River               | 0-5       | Fluminense        |
| Votuporanguense     | 0-1       | Ypiranga-RS       |
| Boavista-RJ         | 1-2       | Figueirense       |
| Corumbaense         | 0-0       | Luverdense        |
| Rio Branco-AC       | 2-2       | Bahia             |
| Santa Cruz de Natal | 1-0       | Tupi              |
| Sergipe             | 0-2       | Goiás             |
| Brasiliense         | 0-0       | CRB               |
| Altos               | 1-7       | Santos            |
| Sobradinho          | 0-0       | América-RN        |
| Brusque             | 1-1       | Atl. Goianiense   |
| Atlético Cearense   | 2-0       | Joinville         |
| São José-RS         | 0-0       | Chapecoense       |
| Mixto               | 1-0       | CSA               |
| São Raimundo-PA     | 0-2       | Criciúma          |
| Fast Clube          | 1-6       | Oeste             |
| Tombense            | 3-0       | Sport Recife      |
| Operário-MS         | 1-4       | Botafogo-PB       |
| Itabaiana           | 2-5       | Paraná            |
| Americano           | 1-2       | Londrina          |
| Juazeirense         | 2-2       | Vasco da Gama     |
| Serra               | 1-0       | Remo              |
| Real Ariquemes      | 1-4       | Avaí              |
| Atlético Tubarão    | 0-0       | Brasil de Pelotas |

### Secondo turno
19, 20, 21, 27, 28 febbraio, 6, 7 marzo e 10 aprile 2019.
| Squadra 1           | Risultato   | Squadra 2         |
| ------------------- | ----------- | ----------------- |
| Corinthians         | 4-2         | Avenida           |
| Foz do Iguaçu       | 0-0 2-4 dcr | Ceará             |
| Bragantino-PA       | 3-2         | Aparecidense      |
| URT                 | 2-2 4-5 dcr | Vila Nova         |
| Botafogo            | 3-0         | Cuiabá            |
| Juventude           | 2-1         | América-MG        |
| ABC                 | 2-2 5-3 dcr | Moto Club         |
| Santa Cruz          | 1-1 4-2 dcr | Náutico           |
| Fluminense          | 3-0         | Ypiranga-RS       |
| Luverdense          | 1-0         | Figueirense       |
| Santa Cruz de Natal | 0-1         | Bahia             |
| Goiás               | 1-1 2-3 dcr | CRB               |
| Santos              | 4-0         | América-RN        |
| Atlético Cearense   | 0-4         | Atl. Goianiense   |
| Mixto               | 1-2         | Chapecoense       |
| Criciúma            | 0-0 7-6 dcr | Oeste             |
| Tombense            | 2-2 6-7 dcr | Botafogo-PB       |
| Londrina            | 1-1 5-4 dcr | Paraná            |
| Serra               | 0-2         | Vasco da Gama     |
| Avaí                | 2-0         | Brasil de Pelotas |

### Terzo turno
Andata 13, 14, 27 marzo, 2, 3, 4 e 16 aprile 2019; ritorno 3, 9, 10, 11 e 20 aprile.
| Squadra 1       | Totale | Squadra 2     | Andata | Ritorno |
| --------------- | ------ | ------------- | ------ | ------- |
| Ceará           | 2-3    | Corinthians   | 1-3    | 1-0     |
| Vila Nova       | 3-2    | Bragantino-PA | 2-0    | 1-2     |
| Botafogo        | 2-3    | Juventude     | 1-1    | 1-2     |
| ABC             | 1-3    | Santa Cruz    | 1-0    | 0-3     |
| Luverdense      | 0-2    | Fluminense    | 0-0    | 0-2     |
| CRB             | 1-2    | Bahia         | 1-1    | 0-1     |
| Atl. Goianiense | 1-3    | Santos        | 1-0    | 0-3     |
| Chapecoense     | 5-2    | Criciúma      | 3-2    | 2-0     |
| Botafogo-PB     | 3-5    | Londrina      | 0-2    | 3-3     |
| Vasco da Gama   | 4-2    | Avaí          | 3-2    | 1-0     |

### Quarto turno
Gli accoppiamenti sono stati determinati tramite sorteggio il 12 aprile 2019.
Andata 17, 18 e 24 aprile 2019; ritorno 24, 25 aprile e 1º maggio 2019.
| Squadra 1   | Totale      | Squadra 2     | Andata | Ritorno |
| ----------- | ----------- | ------------- | ------ | ------- |
| Juventude   | 0-0 4-3 dcr | Vila Nova     | 0-0    | 0-0     |
| Fluminense  | 2-2 3-2 dcr | Santa Cruz    | 2-0    | 0-2     |
| Chapecoense | 1-2         | Corinthians   | 1-0    | 0-2     |
| Santos      | 3-2         | Vasco da Gama | 2-0    | 1-2     |
| Bahia       | 5-2         | Londrina      | 4-0    | 1-2     |

### Ottavi di finale

#### Sorteggio
Gli accoppiamenti sono stati determinati tramite sorteggio il 2 maggio 2019.
Sono contrassegnate con un asterisco (*) le squadre che entrano nella competizione a partire dagli ottavi di finale, tra parentesi è indicata la posizione nel Ranking CBF.
| Urna 1 | Urna 2 |
| --- | --- |
| Palmeiras* (1) Cruzeiro* (2) Grêmio* (3) Flamengo* (6) Atlético Mineiro* (7) Athl. Paranaense* (8) Internacional* (9) San Paolo* (12) | Santos (4) Corinthians (5) Fluminense (13) Bahia (15) Paysandu* (27) Juventude (31) Fortaleza* (33) Sampaio Corrêa* (38) |

#### Partite
Andata 15, 16, 22 e 23 maggio 2019; ritorno 29, 30 maggio, 4, 5 e 6 giugno 2019.
| Squadra 1        | Totale      | Squadra 2        | Andata | Ritorno |
| ---------------- | ----------- | ---------------- | ------ | ------- |
| Internacional    | 4-1         | Paysandu         | 3-1    | 1-0     |
| Corinthians      | 0-2         | Flamengo         | 0-1    | 0-1     |
| Atlético Mineiro | 2-1         | Santos           | 0-0    | 2-1     |
| Juventude        | 0-3         | Grêmio           | 0-0    | 0-3     |
| Sampaio Corrêa   | 0-3         | Palmeiras        | 0-1    | 0-2     |
| Fortaleza        | 0-1         | Athl. Paranaense | 0-0    | 0-1     |
| Fluminense       | 3-3 1-3 dcr | Cruzeiro         | 1-1    | 2-2     |
| San Paolo        | 0-2         | Bahia            | 0-1    | 0-1     |

### Quarti di finale
Gli accoppiamenti sono stati determinati tramite sorteggio il 10 giugno 2019.
Andata 10 e 11 luglio 2019; ritorno 17 luglio 2019.
| Squadra 1        | Totale      | Squadra 2        | Andata | Ritorno |
| ---------------- | ----------- | ---------------- | ------ | ------- |
| Grêmio           | 2-1         | Bahia            | 1-1    | 1-0     |
| Athl. Paranaense | 2-2 3-1 dcr | Flamengo         | 1-1    | 1-1     |
| Cruzeiro         | 3-2         | Atlético Mineiro | 3-0    | 0-2     |
| Palmeiras        | 1-1 4-5 dcr | Internacional    | 1-0    | 0-1     |

### Semifinali
Andata 7 e 14 agosto 2019; ritorno 4 settembre 2019.
| Squadra 1 | Totale      | Squadra 2        | Andata | Ritorno |
| --------- | ----------- | ---------------- | ------ | ------- |
| Grêmio    | 2-2 4-5 dcr | Athl. Paranaense | 2-0    | 0-2     |
| Cruzeiro  | 0-4         | Internacional    | 0-1    | 0-3     |

### Finale

#### Andata
| Arbitro: | Raphael Claus |

|                     |           |  |
| Bruno Guimarães 57’ | Marcatori |  |

| Athl. Paranaense | Internacional |

|                 |    |                  |       |     |
|                 |    |                  |       |     |
| P               | 1  | Santos           |       |     |
| D               | 13 | Khellven         | 65’   |     |
| D               | 14 | Robson Bambu     |       |     |
| D               | 4  | Léo Pereira      |       |     |
| D               | 6  | Márcio Azevedo   |       |     |
| C               | 5  | Wellington       | 90+4’ |     |
| C               | 39 | Bruno Guimarães  |       |     |
| C               | 18 | Léo Cittadini    |       | 56’ |
| C               | 11 | Nikão            | 41’   |     |
| A               | 7  | Rony             |       | 79’ |
| A               | 9  | Marco Ruben      |       | 66’ |
| A disposizione: |    |                  |       |     |
| P               | 22 | Léo              |       |     |
| D               | 23 | Mádson           |       |     |
| D               | 30 | Abner            |       |     |
| D               | 33 | Lucas Halter     |       |     |
| C               | 3  | Lucho González   |       | 79’ |
| C               | 8  | Tomás Andrade    |       |     |
| C               | 20 | Matheus Rossetto |       |     |
| C               | 26 | Erick            |       |     |
| C               | 38 | Thonny Anderson  |       | 56’ |
| A               | 10 | Marcelo Cirino   |       | 66’ |
| A               | 17 | Braian Romero    |       |     |
| A               | 28 | Vitinho          |       |     |
| Allenatore:     |    |                  |       |     |
| Tiago Nunes     |    |                  |       |     |

|                 |    |                     |  |     |
|                 |    |                     |  |     |
| P               | 12 | Marcelo Lomba       |  |     |
| D               | 2  | Bruno Vieira        |  |     |
| D               | 4  | Rodrigo Moledo      |  |     |
| D               | 15 | Víctor Cuesta       |  |     |
| D               | 6  | Uendel              |  |     |
| C               | 19 | Rodrigo Lindoso     |  |     |
| C               | 8  | Edenílson           |  | 73’ |
| C               | 88 | Patrick             |  |     |
| C               | 10 | Andrés D'Alessandro |  | 82’ |
| C               | 7  | Nico López          |  | 63’ |
| A               | 9  | Paolo Guerrero      |  |     |
| A disposizione: |    |                     |  |     |
| P               | 1  | Danilo Fernandes    |  |     |
| D               | 31 | Heitor              |  |     |
| D               | 37 | Zeca                |  |     |
| D               | 44 | Willian Klaus       |  |     |
| C               | 16 | Rithely             |  |     |
| C               | 29 | Martín Sarrafiore   |  |     |
| C               | 33 | Gustavo Nonato      |  | 73’ |
| A               | 11 | Wellington Silva    |  | 63’ |
| A               | 17 | Neilton             |  |     |
| A               | 23 | Rafael Sóbis        |  | 82’ |
| A               | 77 | Guilherme Parede    |  |     |
| A               | 99 | William Pottker     |  |     |
| Allenatore:     |    |                     |  |     |
| Odair Hellmann  |    |                     |  |     |

#### Ritorno
| Arbitro: | Wilton Pereira Sampaio |

|           |           |                              |
| López 31’ | Marcatori | 24’ Léo Cittadini 90+6’ Rony |

| Internacional | Athl. Paranaense |

|                 |    |                     |     |     |
|                 |    |                     |     |     |
| P               | 12 | Marcelo Lomba       |     |     |
| D               | 2  | Bruno Vieira        | 45’ | 54’ |
| D               | 4  | Rodrigo Moledo      | 80’ |     |
| D               | 15 | Víctor Cuesta       |     |     |
| D               | 6  | Uendel              |     | 87’ |
| C               | 19 | Rodrigo Lindoso     |     |     |
| C               | 8  | Edenílson           |     |     |
| C               | 88 | Patrick             |     | 46’ |
| C               | 11 | Wellington Silva    |     | 80’ |
| C               | 7  | Nico López          | 8’  |     |
| A               | 9  | Paolo Guerrero      |     |     |
| A disposizione: |    |                     |     |     |
| P               | 1  | Danilo Fernandes    |     |     |
| D               | 20 | Emerson Santos      |     |     |
| D               | 31 | Heitor              |     |     |
| D               | 37 | Zeca                |     |     |
| D               | 44 | Willian Klaus       |     |     |
| C               | 10 | Andrés D'Alessandro |     |     |
| C               | 16 | Rithely             |     |     |
| C               | 29 | Martín Sarrafiore   |     |     |
| C               | 33 | Gustavo Nonato      |     | 54’ |
| A               | 17 | Neilton             |     |     |
| A               | 23 | Rafael Sóbis        |     | 46’ |
| A               | 77 | Guilherme Parede    |     | 80’ |
| Allenatore:     |    |                     |     |     |
| Odair Hellmann  |    |                     |     |     |

|                 |    |                  |     |     |
|                 |    |                  |     |     |
| P               | 1  | Santos           |     |     |
| D               | 13 | Khellven         |     | 60’ |
| D               | 14 | Robson Bambu     |     |     |
| D               | 4  | Léo Pereira      |     |     |
| D               | 6  | Márcio Azevedo   |     |     |
| C               | 5  | Wellington       | 49’ |     |
| C               | 39 | Bruno Guimarães  |     |     |
| C               | 18 | Léo Cittadini    |     | 83’ |
| C               | 11 | Nikão            |     |     |
| A               | 7  | Rony             |     |     |
| A               | 9  | Marco Ruben      | 59’ | 67’ |
| A disposizione: |    |                  |     |     |
| P               | 22 | Léo              |     |     |
| D               | 23 | Mádson           |     | 60’ |
| D               | 30 | Abner            |     |     |
| D               | 33 | Lucas Halter     |     |     |
| C               | 3  | Lucho González   |     | 83’ |
| C               | 8  | Tomás Andrade    |     |     |
| C               | 20 | Matheus Rossetto |     |     |
| C               | 26 | Erick            |     |     |
| C               | 38 | Thonny Anderson  |     |     |
| A               | 10 | Marcelo Cirino   |     | 67’ |
| A               | 17 | Braian Romero    |     |     |
| A               | 28 | Vitinho          |     |     |
| Allenatore:     |    |                  |     |     |
| Tiago Nunes     |    |                  |     |     |

## Classifica marcatori
| Gol |  |  | Giocatore      | Squadra       |
| --- |  |  | -------------- | ------------- |
| 5   |  |  | Paolo Guerrero | Internacional |
| 5   |  |  | Luciano        | Fluminense    |
| 5   |  |  | Pipico         | Santa Cruz    |
| 4   |  |  | Daniel Amorim  | Avaí          |
| 4   |  |  | Gilberto       | Bahia         |
| 4   |  |  | Nando          | Botafogo-PB   |
| 4   |  |  | Carlos Sánchez | Santos        |
| 3   |  |  | Clayton        | Botafogo-PB   |
| 3   |  |  | Erik           | Botafogo      |
| 3   |  |  | Gustavo        | Corinthians   |
| 3   |  |  | Jenison        | Paraná        |
| 3   |  |  | Marcos Goiano  | Bragantino-PA |
| 3   |  |  | Rodrygo        | Santos        |
| 3   |  |  | Thiago Neves   | Cruzeiro      |